# Sergej Budantsev
Sergej Fjodorovitj Budantsev, född 10 december 1896, död 6 februari 1940, var en rysk författare.
Efter universitetsstudier arbetade Budantsev i revolutionära tidningar i Ryssland och vistades även en tid i Persien. Hans första roman, Upproret (1922) var typisk för den handlingsmättade ofta effektsökande berättarstilen som var vanlig under krigskommunismens år. Nästa bok Gräshopporna (1927) var en psykologisk roman i mer traditionell stil med människoskildringar mot bakgrund av en gräshoppsinvasion i Asien. Hans tredje roman, En lidande själ (1931) väckte mycket debatt och beskriver den enskildes kapitulation inför personliga motgångar och tar upp rätten till självmord och andra närliggande frågor.